# Shikishi
Shikishi Naishinnō (jap. 式子内親王 księżna Shikishi; ur. około 1153, zm. około 1201) – japońska poetka, tworząca na przełomie okresów Heian i Kamakura. Zaliczana do Trzydziestu Sześciu Mistrzyń Poezji.
Trzecia córka cesarza Go-Shirakawa. W dzieciństwie przez dziesięć lat służyła jako kapłanka shintō w chramie Kamo w Kioto. Około 1190 została mniszką buddyjską i przybrała imię Shōnyohō. Poezji uczyła się pod okiem Fujiwary no Shunzei.
Sto pięćdziesiąt cztery utwory jej autorstwa opublikowane zostały w cesarskich antologiach poezji.